# 刘流
刘流（1963年5月1日—），中国大陆相声、影视演员、导演、制片人，一级演员。中国曲艺家协会会员。代表作品有《送福》、《乡村爱情》、《火炬手》等。曾多次参加中央电视台春节联欢晚会。

## 经历
1981年，报考了黑龙江省曲艺团培训班，1988年成为曲艺团正式职工。
1997年，参加央视春晚，与唐杰忠搭档表演相声《送福》。
1998年，与唐杰忠搭档第二次上春晚，表演相声《牛虎交班》。
1999年，在中央电视台春节联欢晚会上参演小品《减肥变奏曲》。
2001年、2002年、2003年、2004年、2005年连续五年参加央视春晚。
2007年，参演电视剧《乡村爱情2》，并担任制片主任。
2008年2月6日，在央视春晚上与赵本山、宋丹丹表演小品《火炬手》。
2009年，担任电视剧《关东大先生》执行制片人。
2013年2月，参演的电视剧《乡村爱情变奏曲》播出。
2018年2月，刘流担任导演的都市喜剧《越活越来劲》在山东卫视播出。